# Ștefănești (Vâlcea)
Ştefăneşti é uma comuna romena localizada no distrito de Vâlcea, na região de Oltênia. A comuna possui uma área de 36.26 km² e sua população era de 3645 habitantes segundo o censo de 2007.